# Ranunculus weyleri
Ranunculus weyleri là một loài thực vật có hoa trong họ Mao lương. Loài này được Mar�s miêu tả khoa học đầu tiên năm 1865.